# Tutti i Santi

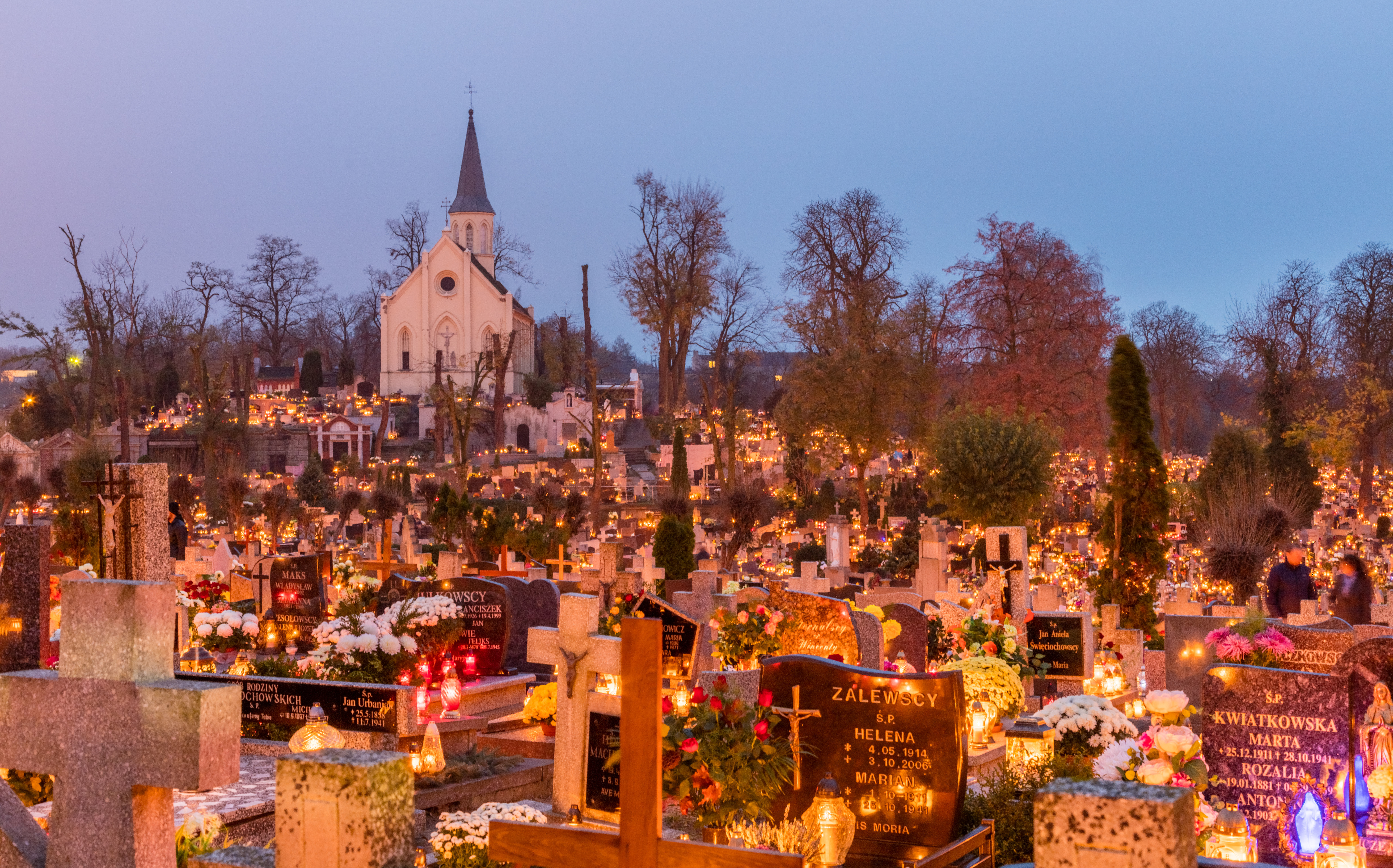
Cimitero durante Tutti i Santi in Polonia

Il giorno di tutti i Santi, noto anche come Ognissanti, è una festa di certe chiese cristiane che celebrano insieme la gloria e l'onore di tutti i santi, compresi quelli non canonizzati.
Nel calendario liturgico della Chiesa cattolica e della Chiesa ortodossa, è chiamata Solennità di Ognissanti oppure Solennità di tutti i Santi.
La solennità del calendario liturgico romano (in latino Sollemnitas Omnium Sanctorum) cade il 1º novembre (seguita il 2 novembre dalla Commemorazione dei defunti), ed è una festa di precetto; prima delle riforme del papa Pio XII del 1955 aveva anche una vigilia e un'ottava.

## Storia
Le commemorazioni dei martiri, comuni a diverse Chiese, cominciarono ad esser celebrate nel IV secolo. Le prime tracce di una celebrazione generale sono attestate ad Antiochia, e fanno riferimento alla domenica successiva alla Pentecoste. Questa usanza viene citata anche nella settantaquattresima omelia di Giovanni Crisostomo (407) ed è preservata fino ad oggi dalle Chiese orientali. Anche Sant'Efrem il Siro (373) parla di tale festa, e la colloca il 13 maggio.
La ricorrenza della Chiesa occidentale potrebbe derivare dalla festa romana della Dedicatio Sanctae Mariae ad Martyres, ovvero l'anniversario della trasformazione del Pantheon in chiesa dedicata alla Vergine e a tutti i martiri, avvenuta il 13 maggio 609 o 610 da parte di papa Bonifacio IV; la data del 13 maggio coincide con quella citata da Sant'Efrem.
In seguito il papa Gregorio III (731-741) scelse il 1º novembre come data dell'anniversario della consacrazione (731) di un oratorio dentro la vecchia basilica di San Pietro in onore del Salvatore, della Vergine Maria e contenente le reliquie "dei santi apostoli e di tutti i santi, martiri e confessori, e di tutti i giusti resi perfetti che riposano in pace in tutto il mondo" (come illustrato nel Liber Pontificalis).
Il 1º novembre venne decretato festa di precetto da parte del re franco Luigi il Pio nell'835. Il decreto fu emesso "su richiesta del papa Gregorio IV e con il consenso di tutti i vescovi". La festa si dotò di ottava solenne durante il pontificato del papa Sisto IV, quando bandì la crociata per la liberazione di Otranto. La solennità di Tutti i Santi sostituì l'antica festa romana dedicata a San Cesario di Terracina (santo tutelare degli imperatori romani), fissata proprio al 1º novembre: in questo giorno una solenne processione partiva dalla Basilica dei Santi Cosma e Damiano e si dirigeva sul Palatino in onore di San Cesario e degli imperatori. Il papa Gregorio IV avrebbe deciso di trarne partito per sradicare questo culto idolatrico; gli imperiali installati sul Palatino gli ricordavano ogni anno, con la festa di San Cesario, lo spettacolo delle loro pratiche semipagane e semicristiane.
L'antropologo James Frazer, osservando che, prima di diventare festa di precetto, la festa di Tutti i Santi veniva già festeggiata in Inghilterra (Paese un tempo abitato dai Celti) il 1º novembre, ipotizzò che tale data fosse stata scelta dalla Chiesa per creare una continuità cristiana con Samhain, l'antica festa celtica del nuovo anno (secondo le teorie dello storico Rhŷs), a seguito di richieste in tal senso provenienti dal mondo monastico irlandese. Questo studioso, insieme con altri, sostenne che, secondo le credenze celtiche, durante la festa del Samhain i morti sarebbero potuti ritornare nei luoghi che frequentavano mentre erano in vita, e che quel giorno celebrazioni gioiose venissero tenute in loro onore. Da questo punto di vista le antiche tribù celtiche erano un tutt'uno con il loro passato e il loro futuro. Questo aspetto della festa non sarebbe mai stato eliminato pienamente, nemmeno con l'avvento del cristianesimo, che infatti il 2 novembre celebra i defunti.
Lo storico inglese Ronald Hutton ha messo in discussione queste tesi, osservando come una festa in onore di tutti i santi venisse celebrata da vari secoli (prima di essere festa di precetto), in date discordanti nei vari Paesi: per la Chiesa di Roma era il 13 maggio, in Irlanda (paese di cultura celtica) era il 20 aprile, mentre il 1º novembre era una data diffusa in Inghilterra e Germania (paesi di cultura germanica). Inoltre, sempre secondo Hutton, non ci sarebbero prove che Samhain avesse a che fare con i morti, e la Commemorazione dei defunti iniziò a essere celebrata solo in seguito, nel 998.
Con una lettera inviata a tutte le diocesi il 16 novembre 2024, papa Francesco ha istituito a partire dall'anno giubilare del 2025 una nuova festività che ricorre il 9 novembre di ogni anno, data della dedicazione della Basilica Lateranense. In tale ricorrenza le diocesi e le Chiese particolari sono invitate a celebrare la memoria di santi, beati, venerabili e servi di Dio che sono stati importanti per il proprio territorio. Le conferenze episcopali nazionali vengono invitate a emanare delle linee guida per favorire la pratica della commemorazione durante l'omelia oppure in un altro momento liturgico ritenuto opportuno.

## Tradizioni

### In Europa

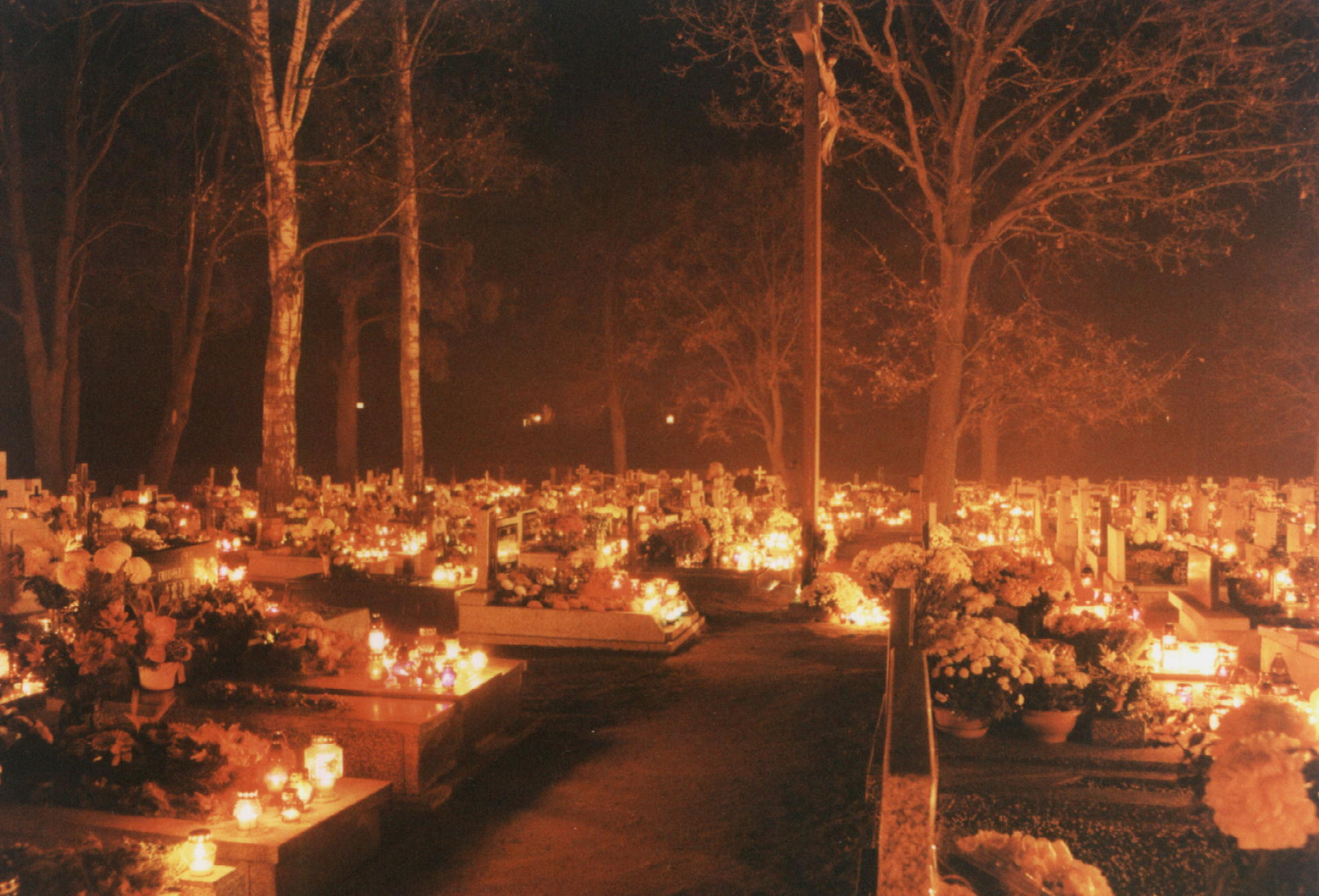
Cimitero nella Boronów, Polonia

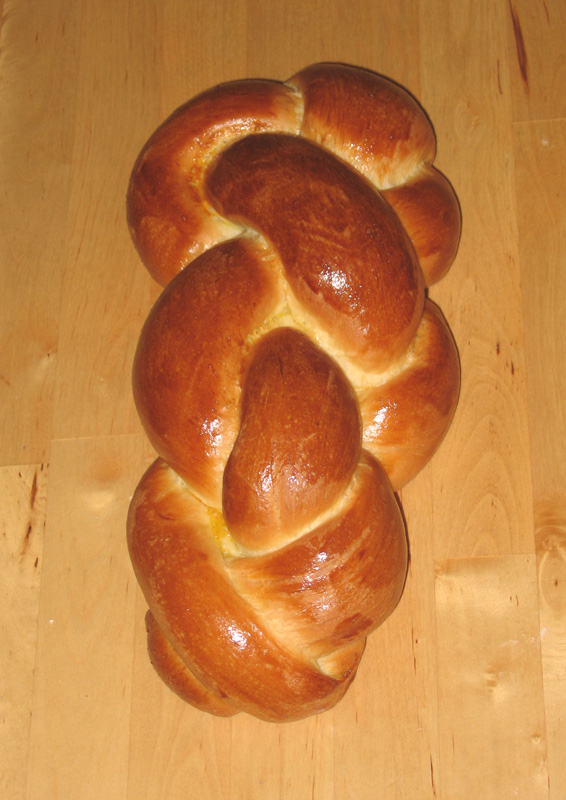
Allerheiligenstriezel

In alcuni Paesi il giorno di Ognissanti (1º novembre) è un giorno festivo, ma non lo è quello successivo (2 novembre), il giorno della commemorazione dei defunti. Di conseguenza le persone in questi Paesi celebrano spesso la commemorazione dei defunti, recandosi ai cimiteri in cui sono sepolti i propri cari scomparsi, nel giorno di Ognissanti.
In Bosnia ed Erzegovina, Croazia, Repubblica Ceca, Finlandia, parti cattoliche della Germania, Italia, Lituania, Macedonia, Moldavia, Polonia, Romania, Slovacchia, Slovenia, Serbia, Svezia e Ungheria è tradizione accendere candele e visitare le tombe dei parenti defunti.
In Austria e Baviera è consuetudine che nel giorno di Ognissanti i padrini diano ai loro figliocci una treccia di pasta lievitata (Allerheiligenstriezel).
In Francia e in tutto il mondo francofono la giornata di Tutti i Santi è conosciuta come "La Toussaint". Su ogni tomba vengono deposti fiori (specialmente crisantemi) o ghirlande chiamate "couronnes de toussaints". Il giorno seguente si chiama "Le jour des morts" ("Il giorno dei morti"). In Belgio, Toussaint è un giorno festivo. I belgi visitano il cimitero per deporre i crisantemi sulle tombe dei parenti defunti nel giorno di Ognissanti poiché il giorno successivo non è festivo.
In Portogallo, Dia de Todos os Santos è una festa nazionale. Le famiglie ricordano i loro morti con cerimonie religiose e visite al cimitero. I bambini portoghesi celebrano la tradizione Pão-por-Deus (anche chiamata santorinho, bolinho o fiéis de Deus) andando di porta in porta, dove ricevono torte, noci, melograni, dolci e caramelle.
In Spagna, el Día de Todos los Santos è una festa nazionale. Tradizionalmente viene eseguita l'opera teatrale Don Juan Tenorio.

### In America

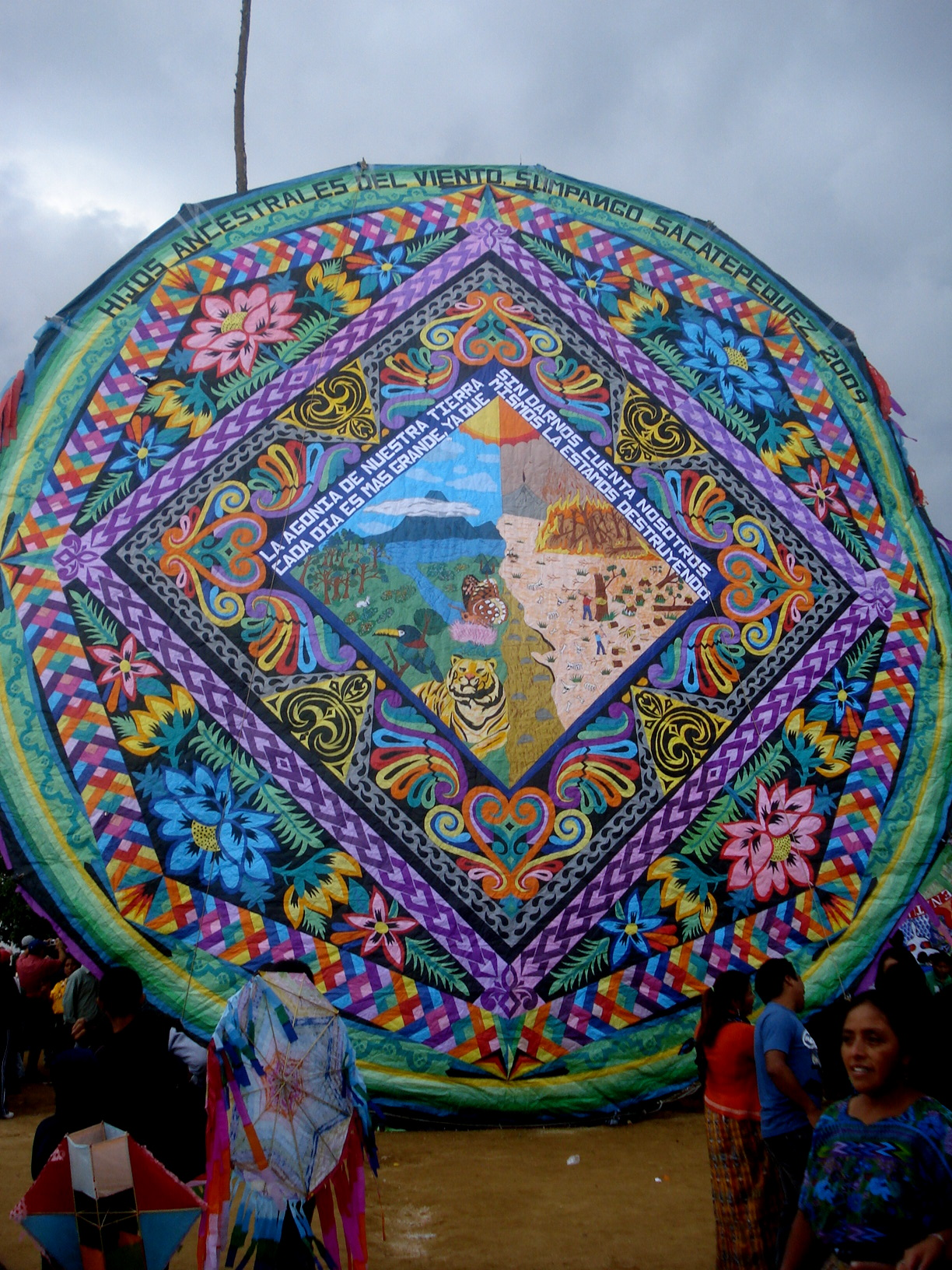
Un tradizionale aquilone gigante (barrilete) costruito a Sumpango, in Guatemala.

In Argentina, Brasile, Bolivia, Cile, Ecuador, Perù, Porto Rico, Uruguay e nello stato della Louisiana, le persone portano fiori sulle tombe dei parenti morti.
Il giorno di Ognissanti in Messico coincide con il primo giorno della celebrazione del "Giorno dei Morti" (Día de Muertos), durante il quale si commemorano i bambini morti (Dia de los Inocentes), mentre il secondo giorno si celebrano tutti gli adulti deceduti.
In Guatemala il giorno di Ognissanti è una festa nazionale. In quel giorno i guatemaltechi preparano un pasto speciale chiamato "fiambre" a base di salumi e verdure; è consuetudine visitare i cimiteri e lasciare alcune delle fiambre per i propri morti. È anche consuetudine far volare degli aquiloni come simbolo di unione tra i vivi e i morti.
Negli Stati Uniti e in Canada la festività di Halloween viene celebrata in occasione del giorno di Ognissanti, sebbene le celebrazioni siano generalmente limitate al 31 ottobre. Nel corso del XX secolo l'osservanza è diventata in gran parte secolare, sebbene alcuni gruppi cristiani abbiano continuato ad abbracciare le origini cristiane della festa, mentre altri (gruppi tipicamente protestanti) hanno rifiutato le celebrazioni. Nella notte di Halloween, i bambini si vestono in costume e vanno di porta in porta a chiedere caramelle in una pratica nota come "dolcetto o scherzetto", mentre gli adulti possono ospitare feste in costume. Ci sono molte usanze popolari associate a Halloween, tra cui intagliare una zucca in una Jack-o'-lantern e il cosiddetto "apple bobbing". Halloween non è un giorno festivo né negli Stati Uniti né in Canada.